# Руски и съветски паметници в Бургаска област
| Снимка | Описание/дати стар стил | Надпис | Местоположение | Местоположение |
| ------ | --- | --- | -------------- | --- |
|        | Паметник „Дядо Иван“. Надгробен паметник на Андрей Гаевский, канонир от 20-та конна батарея, починал на 2 септември 1878 г. в село Карагеоргиево                                                                                                  | Андрея Гаевскаго канониръ отъ 20-та конна батарея. Умрелъ 1878 2-ри септемвриi. | Айтос          | Първоначално е погребан в с. Карагеоргиево. По инициатива на Иван Иларев от Айтос, костите са препогребани през 2021 г. в двора на Параклис-костница „Св. Димитър“. 42°42′19.1″ с. ш. 27°15′01.6″ и. д. / 42.705306° с. ш. 27.250444° и. д.              |
|        | Паметник на воините от Бургаския отряд, починали от болести в периода от март до октомври 1878 г. в лазарета на 71-ва Военновременна болница на 93-ти Иркутски и 94-ти Енисейски полк                                                             | Въ память воинамъ частей Бургаскаго отряда умершимъ отъ болҍзнеи съ Марта по Октябрь 1878 года въ лазаретахъ полковъ 93 пҧхотнаго Иркутскаго ЕГО ИМПЕРАТОРСКАГО ВЫСОЧЕСТВА Великаго Князя Георгiя Алҍксандровича 94 пҧхотнаго Енисейскаго Военно Временномъ № 71 госпиталь Отъ 24 пҍхотной дивизiи                                                                                    | Бургас         | Намира се в „Морската градина“ до Летния театър 42°29′53.3″ с. ш. 27°28′56.3″ и. д. / 42.498139° с. ш. 27.482306° и. д. |
|        | Паметник на признателността към руските воини-освободители, на мястото където 25 януари 1878 г. е посрещнат Летящия отряд на генерал Лермонтов | НА ПАДНАЛИТЕ БРАТЯ РУСИ ЗА ОСВОБОЖДЕНИЕТО НИ от признателната бургаска община | Бургас         | Намира се в центъра между улиците „Стефан Стамболов“ и „Пиротска“ 43°37′57.4″ с. ш. 27°28′19.1″ и. д. / 43.632611° с. ш. 27.471972° и. д. |
|        | Паметна плоча в чест на генерал-майор Александър Михайлович Лермонтов, командир на 13-ти драгунски Орденски полк, освободил гр. Бургас на 25 януари 1878 г.                                                                                       | тук през 1878 г. на благодарствен молебен по случай освобождението на БЪЛГАРИЯ от османско иго лично е присъствал ГЕН.майор ЛЕРМОНТОВ командуващ руските войски в гр. Бургас | Бургас         | Намира се външната стена на Арменска Църква „Свети Кръст“ на ул. „Михаил Лермонтов“, № 20 42°29′35.7″ с. ш. 27°28′26.1″ и. д. / 42.49325° с. ш. 27.473917° и. д.                                                                                         |
|        | Паметна плоча върху дома в който е пребивавал от 25 януари до 11 март 1878 г. генерал-майор Александър Лермонтов, освободил град Бургас | В този дом е прибивавал от 6.II. до 23.III.1878 г. генерал-майор Александър Михайлович Лермонтов -1838-1906- командир на 13ти драгунски полк освободил Бургас от османско иго | Бургас         | Намира се на къщата на ул. „Михаил Лермонтов“и бул. „Алеко Богориди“ 42°29′36.6″ с. ш. 27°28′26.8″ и. д. / 42.4935° с. ш. 27.474111° и. д. |
|        | Паметен знак на руски войни загинали между селата Орман (Горица) и Бурунджук (Просеник). | Тук през 1878 загиват 7 руски войни за свободата на България | Горица         | Намира се в местността Юртата вдясно до пътя за с. Просеник. По данни на енорийски свещеник И. Баталийски от 1940 г. в църковния двор на селото са погребани 2 – 3 руски войници. 42°47′41.1″ с. ш. 27°30′17.3″ и. д. / 42.79475° с. ш. 27.504806° и. д. |
|        | Братска могила на руски войни от 24-та пехотна дивизия, освободила града на 24 януари 1878 г. | Братская могила воинскихъ чиновъ 24 пъхотной дивизии Сооруженъ 95 пехотнымъ Красноярскимъ полкомъ | Карнобат       | Намира се в източните покрайнини вдясно от пътя за град Айтос 42°39′00.5″ с. ш. 26°59′56″ и. д. / 42.650139° с. ш. 26.998889° и. д. |
|        | Паметник „Веригата“. Паметен знак във формата на разкъсани вериги на загиналите за Освобождението на България през Руско-турската война 1877 – 1878 г.                                                                                            | В памет на загиналите за освобождението на България 1877 – 1878 | Карнобат       | Намира се пред църква „Свети Йоан Богослов“ 42°38′53.4″ с. ш. 26°59′06.9″ и. д. / 42.648167° с. ш. 26.98525° и. д. |
|        | Паметна плоча на редови Франц Матеушевич Колюх, убит на 14 януари 1878 г. край Карнобат и унтер-офицер Семьон Тимофеев и редови Яков Иванович Федин от 13-ти драгунски Орденски полк, убити на 4 февруари 1878 г. край с. Даутли (гр. Каблешково) | В памет на войните от 13-ти драгунски полк загинали край Анхиало в Руско-турската освободителна война /1877 – 78 г./ унтер-офицер Семьон Тимофеев, редник Франц М. Колюх, редник Яков Ив. Федин | Поморие        | Намира се в центъра пред храм Свето Рождество Богородично. Тимофеев и Федин са погребани край църквата. 42°33′23.9″ с. ш. 27°38′27.3″ и. д. / 42.556639° с. ш. 27.640917° и. д.                                                                          |
|        | Паметна плоча на мястото, където са посрещнати освободителните войски на 13-ти драгунски Орденски полк от Летящия отряд на генерал-майор Лермонтов на 26 януари 1878 г.                                                                           | От тук на 7 II 1878 г.преминаха освободителните руски войски от Летящия Бургаски отряд на генерал-майор Александър Михайлович Лермонтов които освободиха Созопол от османско робство | Созопол        | Намира се на крайморския път от Света Марина за Созопол 42°24′46.8″ с. ш. 27°41′05.8″ и. д. / 42.413° с. ш. 27.684944° и. д. |
|        | Паметна плоча на руските, българските и гръцките моряци, воини и офицери, превзели и защитавали крепостта на гр. Созопол от 16 февруари до 7 юли 1829 г. по време на Руско-турската война 1828 – 1829 г.                                          | В ПАМЕТ НА МОРЯЦИТЕ, ВОЙНИЦИТЕ И ОФИЦЕРИТЕ от Руския черноморски флот, командуван от вицеадмирал Грейг, Сухопътния руски гарнизон, командуван от генерал Рот и Созополската българо-гръцка дружина, командувана от Стайко Мавродиев, Вълчан войвода, Райко и Щерю, сражавали се за свободата срещу войската на Османската империя в крепостта Созопол от 16 февруари до 7 юли 1829 г. | Созопол        | Намира се на стената на пристанището 42°25′19.8″ с. ш. 27°41′31.8″ и. д. / 42.422167° с. ш. 27.692167° и. д. |